# Cyrtomenus emarginatus
Cyrtomenus emarginatus är en insektsart som beskrevs av Carl Stål 1862. Cyrtomenus emarginatus ingår i släktet Cyrtomenus och familjen taggbeningar. Inga underarter finns listade i Catalogue of Life.